# Francie na Zimních olympijských hrách 1984
Francii na Zimních olympijských hrách v roce 1984 reprezentovala výprava 32 sportovců (22 mužů a 10 žen) v 7 sportech.

## Medailisté
| Medaile | Jméno            | Sport           | Soutěž           |
| ------- | ---------------- | --------------- | ---------------- |
| Stříbro | Perrine Pelenová | Alpské lyžování | Ženy slalom      |
| Bronz   | Didier Bouvet    | Alpské lyžování | Muži slalom      |
| Bronz   | Perrine Pelenová | Alpské lyžování | Ženy obří slalom |